# Tugu (Cawas)
Tugu is een bestuurslaag in het regentschap Klaten van de provincie Midden-Java, Indonesië. Tugu telt 2246 inwoners (volkstelling 2010).